# Al·lòfana
L'al·lòfana és un mineral de la classe dels silicats (fil·losilicats) que rep el seu nom del grec allos ('altre') i phainein ('semblar'), en al·lusió als canvis que experimenta sota una flama. Va ser descrita per primera vegada l'any 1816 a Gräfenthal, Turíngia, Alemanya. També és coneguda amb altres noms menys freqüents: al·lofanita, elhuyarita, ilbaita, razumofskina i riemanita.

## Característiques
L'al·lòfana és un mineral d'argila d'alumini hidratat amorf o poc cristal·litzat. La seva fórmula química és Al₂O₃·(SiO₂)1,3-2·(2,5-3)H₂O. Com que té un ordre atòmic de curt abast, és considerat un mineraloide en comptes d'un mineral, i pot ser identificat pel seu espectre infraroig distintiu i el seu patró de difracció de raigs X.
Les varietats d'al·lòfana que contenen coure es poden confondre amb la crisocol·la, i les varietats incolores es poden confondre amb la hyalita, una varietat d'òpal. És un mineral que està relacionat amb la imogolita.
Segons la classificació de Nickel-Strunz, l'al·lòfana pertany a «09.ED: fil·losilicats amb capes de caolinita, compostos per xarxes tetraèdriques i octaèdriques», juntament amb els següents minerals: dickita, caolinita, nacrita, odinita, hal·loysita, hisingerita, hal·loysita-7Å, amesita, antigorita, berthierina, brindleyita, caryopilita, crisòtil, cronstedtita, fraipontita, greenalita, kellyita, lizardita, manandonita, nepouita, pecoraita, guidottiita, crisocol·la, imogolita, neotocita, bismutoferrita i chapmanita.

## Formació i jaciments
L'al·lòfana és un producte d'alteració a la intempèrie o hidrotèrmica de cristall volcànic i feldespats, i algunes vegades té una composició semblant a la caolinita, però en general té una relació molar d'Al:Si = 2. Acostuma a formar-se sota un medi entre àcid i pH neutre (5-7). L'al·lòfana pot alterar-se per formar hal·loysita sota condicions aquoses silicadores, i es pot alterar per formar gibbsita en condicions desilicadores. Es troba associada comunament amb quars, cristobalita, imogolita, gibbsita, vermiculita, crisocol·la i limonita. Als territoris de parla catalana ha estat descrita, per exemple, a Santa Creu d'Olorda.